# Villnößer Bach
Der Villnößer Bach ist ein 19,5 Kilometer langer linker Zufluss des Eisacks in Südtirol in Norditalien. Der Villnößer Bach entwässert das Villnößer Tal, was einer Fläche von 73 km² entspricht. Größte Zuflüsse sind der St.-Zeno-Bach und der Flitzerbach. Der Villnößer Bach durchfließt die beiden Ortschaften St. Magdalena und St. Peter. Der Verlauf befindet sich überwiegend im Gebiet der Gemeinde Villnöß, im untersten Abschnitt bildet er die Gemeindegrenze zwischen Villnöß und Klausen. Die Mündung des Villnößer Baches befindet sich nördlich des Klausner Stadtzentrums, wo er dem Eisack zufließt.